# Laelius
Laelius (лат. ) — род ос-бетилид из семейства Bethylidae (Chrysidoidea, Hymenoptera). Более 60 видов.

## Распространение
Встречаются повсеместно, кроме Океании. Палеарктика (20 видов), Мадагаскар (2 вида), Ориентальная область (2 вида), Неарктика (6 видов), Неотропика (15 видов). В Европе более 10 видов.

## Описание
Мелкие и среднего размера осы-бетилиды, чёрного цвета. Длина тела от 1,8 до 4,7 мм. Глаза и крылья развиты. В переднем крыле две замкнутые ячейки: медиальная и субмедиальная. Тело и жилки крыла в тёмных щетинках. Паразитоиды личинок насекомых, в основном, жуков кожеедов Dermestidae, точильщиков, капюшонников. Виды Laelius можно отличить по наличию густых черных волосков на теле и крыльях, выступающей срединной доли клипеуса и полным затылочным килям. Наличие и относительная длина килей на метапостнотуме и метапектально-проподеальном диске, а также относительная длина 2r-rs&Rs жилки на передних крыльях широко используются в таксономических и систематических исследованиях Laelius.

## Систематика
Более 60 современных видов и 2 ископаемых вида из Ровенского янтаря и ещё 2 из Балтийского янтаря
- Laelius afores Lim et Lee, 2024 — Корея[1]
- Laelius anthrenivorus Tranii, 1909
- Laelius antropovi Gorbatovsky, 1995 — Приморский край (Россия)
- Laelius arryni Barbosa & Azevedo, 2014 — Бразилия[5]
- Laelius atratus Lim et Lee, 2024 — Корея[1]
- Laelius baratheoni Barbosa & Azevedo, 2014 — Бразилия[5]
- Laelius billi Barbosa & Azevedo nom. nov., 2014 для таксона Mesitius * Laelius nigripilosus Ashmead, 1895[5]
- Laelius bipartitus Kieffer, 1906
- Laelius canchinensis (Azevedo, 1992)
- Laelius centratus (Say, 1836) — США
- Laelius elisae Russo, 1938
- Laelius femoralis Foerster, 1860
- Laelius fulvipes Kieffer, 1906
- Laelius hirticulus (Evans, 1965)
- Laelius huachucae (Evans, 1965)
- Laelius jilinensis Lim & Lee, 2010 — Китай, Южная Корея
- Laelius lannisteri Barbosa & Azevedo, 2014 — Бразилия[5]
- Laelius maboya (Snelling, 1996)
- Laelius martelli Barbosa & Azevedo, 2014 — Бразилия[5]
- Laelius mellipes (Evans, 1965)
- Laelius microneurus Kieffer
- Laelius minutulus (Evans, 1965)
- Laelius muesebecki (Evans, 1965)
- Laelius multilineatus (Evans, 1966)
- Laelius naniwaensis Terayama, 2006 — Япония
- Laelius nigricrus Kieffer
- †Laelius nudipennis Brues, 1933
- Laelius occidentalis Whittaker, 1929 — Канада
- †Laelius pallidus Brues, 1933
- Laelius pedatus (Say, 1836) — США, Мексика[13]
  - =Laelius areolatus (Rosmann & Azevedo, 2005)
- Laelius perrisi Kieffer, 1906
- †Laelius preteritus Barbosa & Azevedo, 2013[12]
- †Laelius rovnensis Barbosa & Azevedo, 2013[12]
- Laelius rufipes Foerster, 1860
- Laelius sinicus Xu et al., 2003 — Китай[14]
- Laelius starki Barbosa & Azevedo, 2014 — Бразилия[5]
- Laelius sulcatus Lim et Lee, 2024 — Корея[1]
- Laelius targaryeni Barbosa & Azevedo, 2014 — Бразилия[5]
- Laelius tibialis Kieffer, 1906
- Laelius tricuspis Lim et Lee, 2024 — Корея[1]
- Laelius trogodermatis Ashmead, 1893 — Канада, СШАtypus
- Laelius tullyi Barbosa & Azevedo, 2014 — Бразилия[5]
- Laelius utilis Cockerell, 1920 — США
- Laelius versicolor (Evans, 1970)
- Laelius voracis Muesebeck, 1939 — США
- Laelius yamatonis Terayama, 2006 — Корея, Япония
- Laelius yokohamensis Terayama, 2006 — Япония
- Другие виды